# Mastacembelus liberiensis
Mastacembelus liberiensis är en fiskart som beskrevs av Boulenger, 1898. Mastacembelus liberiensis ingår i släktet Mastacembelus och familjen Mastacembelidae. IUCN kategoriserar arten globalt som livskraftig. Inga underarter finns listade i Catalogue of Life.